# 晁補之
晁 補之（ちょう ほし、1053年 - 1110年）は、中国北宋の文人。字は無咎、帰来子と号する。済州鉅野県の出身。本貫は澶州清豊県。蘇軾の門下となり、黄庭堅・秦観・張耒とともに「蘇門四学士」と称された。高祖父は晁迪。曾祖父は晁宗簡。祖父は晁仲偃。父は晁端友。弟は晁将之。族兄弟（晁迪の弟の晁迥の玄孫）は晁説之・晁謙之・晁詠之・晁載之・晁沖之（晁公武の父）など。

## 生涯

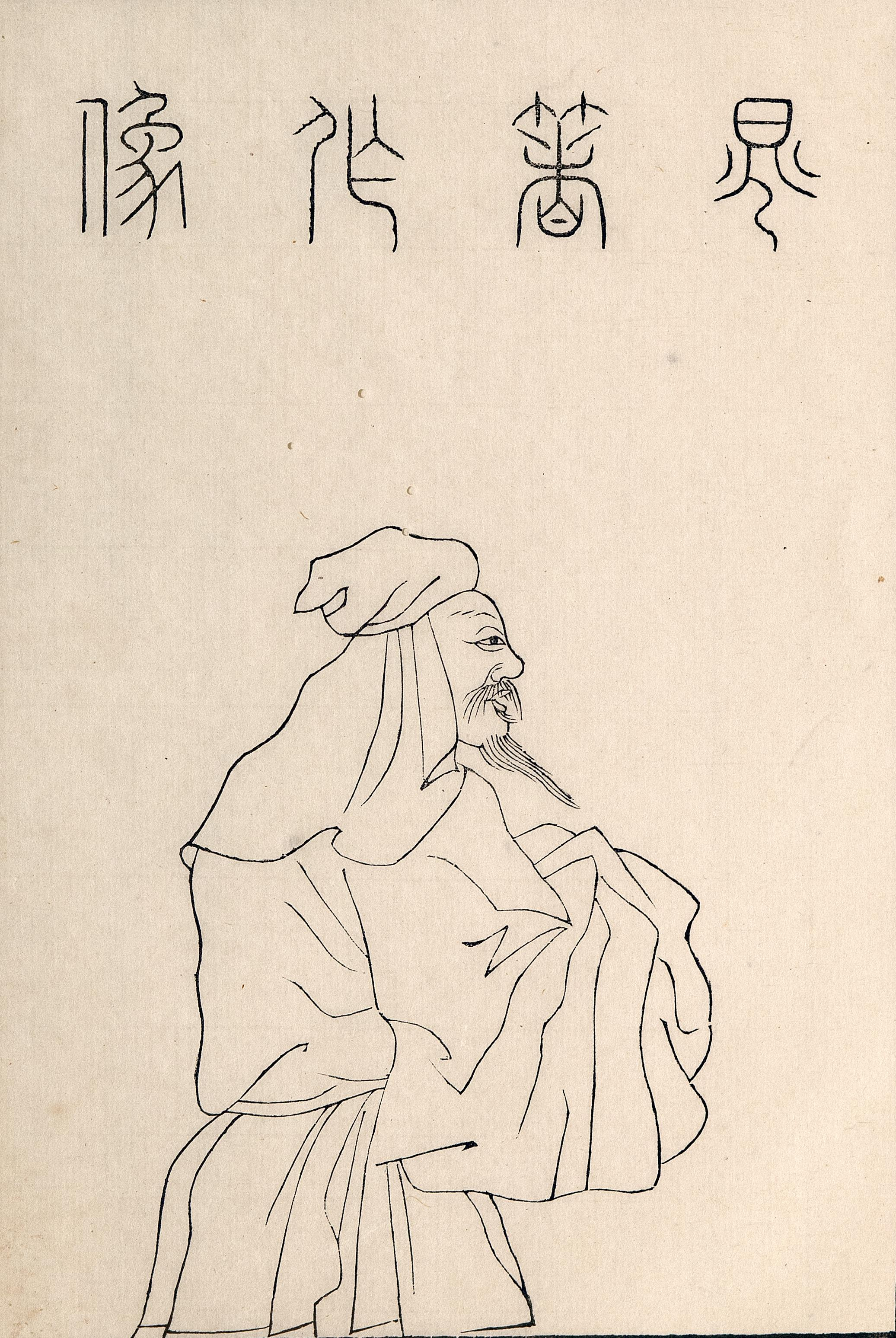
晁補之

聡明で記憶力がよく、文章がうまいところから王安国にその才能を認められる。17歳の時に父の晁端友に連れられ杭州に行き、銭塘の風物を詩に詠じ、蘇軾に見いだされ広く知られるようになる。郷試・会試ともに第一位で、元豊2年（1079年）に進士となる。神宗時期に北京国子監教授となる。元祐元年（1086年）に太学正・著作佐郎となる。紹聖元年（1094年）に斉州知州となり、『神宗実録』を編修したが、間違った記述をしたという理由で応天府通判、ついで亳州通判に左遷され、哲宗の元符2年（1099年）にはさらに処州に赴任する途中、喪（丁憂）に服し、監信州酒税となる。徽宗時期に召されて吏部外郎・礼部員外郎中・国子編修実録検討官を拝命する。ついで河中府・湖州・密州・陳州をへて、鴻慶宮提挙になる。大観4年（1110年）に泗州知州となり、まもなく没する。任城県呂村に葬られた。南宋の高宗の建炎4年（1130年）、龍図閣直学士を贈られた。

## 著作
陶淵明の人となりを慕い、故郷に帰来園を作り帰来子と称する。族弟の晁謙之が編んだ『鶏肋集』が残されている。楚の詞論にもっとも通じ、屈原と宋玉以来の賦を集め『変離騒』などの書を編纂した。